# Мелито-ди-Наполи
Мелито-ди-Наполи (итал. Melito di Napoli) — коммуна в Италии, располагается в регионе Кампания, в провинции Неаполь.
Население составляет 37 073 человека (2008 г.), плотность населения составляет 9966 чел./км². Занимает площадь 4 км². Почтовый индекс — 80017. Телефонный код — 081.
Покровителем коммуны почитается святой первомученик Стефан, празднование 26 декабря.

## Демография
Динамика населения:

## Администрация коммуны
- Официальный сайт: https://web.archive.org/web/20060512015540/http://www.comune.melito.na.it/